# Vlag van Friesland
De officiële vlag van Friesland werd op 9 juli 1957 door Gedeputeerde Staten van Friesland vastgesteld. De vlag bestaat uit vier kobaltblauwe en drie witte diagonale banen; in de witte banen staan in totaal zeven rode pompeblêden.
De Friese vlag dateert uit het einde van de 19e eeuw. Het motief gaat echter terug op een laatmiddeleeuws wapen van Friesland dat met een verdwenen koninkrijk werd geassocieerd. Bij het ontstaan van de vlag speelden daarnaast de sagen rond het legendarische Magnusvaan een rol.

## Beschrijving
De vlag wordt in het besluit als volgt beschreven:
Een vlag van zeven schuine banen van gelijke breedte, afwisselend kobaltblauw en wit. De middellijn van de middelste baan beginnende boven aan de broekzijde (of broekingzijde) en gaande van hoek tot hoek; de witte banen beladen met zeven scharlakenrode plompenbladeren loodrecht op de as van de baan en geplaatst 2:3:2.

## Symboliek

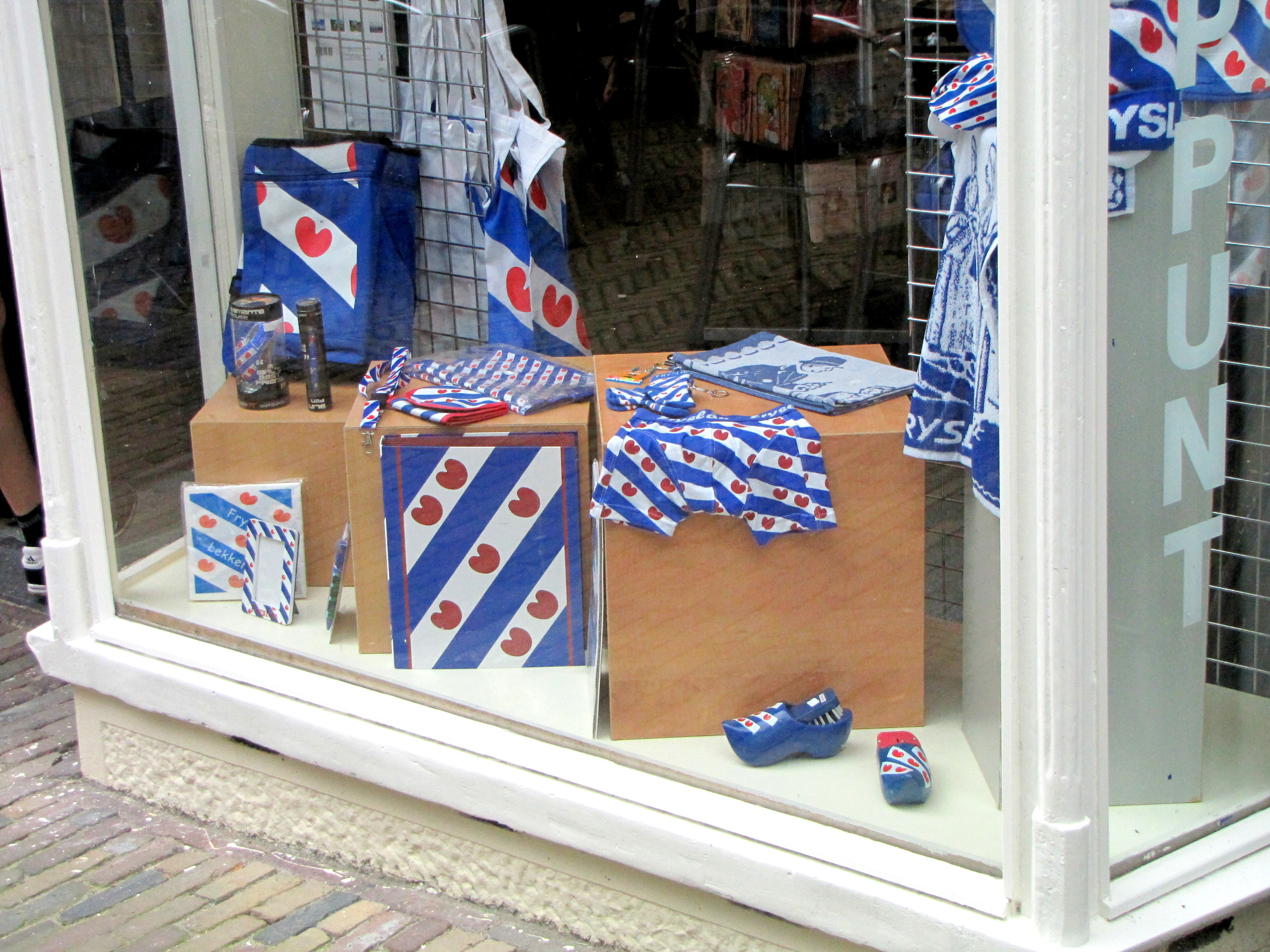
Winkel in Sneek met Friese souvenirs.

De zeven rode pompeblêden of waterleliebladeren zouden volgens de 16e-eeuwse geleerde Suffridus Petrus naar de Zeven Friese Zeelanden verwijzen, die door drie waterstromen van elkaar gescheiden waren. Dit waren min of meer zelfstandige landstreken langs de kust van Alkmaar tot de Wezer, die volgens de overlevering samen tegen de Noormannen hadden gevochten. Er zijn echter vermoedelijk nooit precies zeven van deze bestuurseenheden geweest; het getal zeven heeft dan ook waarschijnlijk de connotatie 'veel'. Het motief van de waterstromen in een blauw veld (tres aquas candidas in campo cœlestini) wordt door de Deense auteur Olaus Magnus ook wel met het Zweedse koningswapen verbonden.

## Gebruik
Naast de vlaggen worden wimpels gebruikt met hetzelfde patroon. De wimpel heeft acht blauwe en zeven witte banen, met een pompeblêd in elke witte baan.
De plompebladeren sieren menig object dat uit Friesland komt, zoals het tenue van voetbalclub Heerenveen en de Blauhúster Dakkapel. Een fles Friese graanjenever van Sonnema werd geleverd in een zak die uit de Friese vlag was gemaakt.

## Voorgeschiedenis

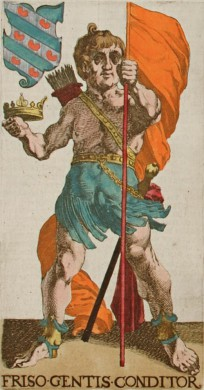
Prins Friso met het wapen van het koninkrijk Friesland en het Friese vrijheidsvaandel
Uit: Winsemius, Chroniqve van Friesland (1622). Houtsnede door Simon Frisius. RHC Tresoar, Leeuwarden.

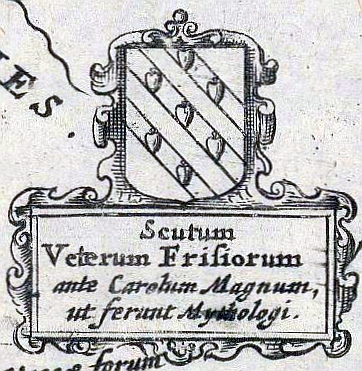
'Het wapen van de oude Friezen'
Uit: B. Schotanus, Beschryvinge van de heerlyckheydt van Frieslandt, 1664

De motieven van de blauwe en witte schuinbalken en de rode figuren dateren al uit de 13e eeuw, voornamelijk in de Scandinavische landen. De oudste wapenschilden (vanaf ongeveer 1190) tonen velden bestrooid met rode waterleliebladeren (eigenlijk lotusbloemen), harten of rozen, vaak in combinatie met afbeeldingen van leeuwen. Ook het wapen van het Hertogdom Brunswijk-Lüneburg toont een blauwe leeuw op een gouden veld, bestrooid met rode harten. Een wapensage (genoteerd in 1514) beweert dat een dergelijk wapen met drie waterleliebladeren (seeblede) ooit door Karel de Grote aan het hertogdom Saksen, aan het deelgebied Engern en aan eerste hertog Widukind verleend was. In het Hoogduitse Gudrunlied uit het tweede kwart van de 13e eeuw is sprake van het blauwe vaandel van de fictieve koning Herwig van Sêlande met daarin waterleliebladeren afgebeeld (einen vanen breit von wolkenblawen siden ... sêbleter swebent dar inne). De kleur de bladeren is hier niet aangegeven.
Vanaf het laatste kwart van de 13e eeuw duiken er in Franse wapenboeken verschillende wapens van Le roy de frise (de koning van Friesland) op. Ze tonen doorgaans witte harten, munten of waterleliebladeren en schuinbalken op een blauw veld, al dan niet in combinatie met gouden leeuwen. Vanaf het einde van de 14e eeuw is er sprake van rode harten of waterleliebladeren, die meestal op de witte schuinbalken worden geplaatst.
Het huidige wapen van Groningen bevat twee kwartieren die sterke gelijkenis vertonen met de Friese vlag, maar dan met elf rode harten en met linkerschuinbalken (heraldisch gezien van linksboven naar rechtsonder). Deze kwartieren zijn ontleend aan het wapen van de Groninger Ommelanden, dat omstreeks 1579 ontworpen werd. De Ommelanden betitelden zichzelf aanvankelijk als 'Klein Friesland'. In het Groninger archief is bijvoorbeeld een zegelstempel bewaard gebleven met de Latijnse tekst Sig(illum) Stat(uum) Frisiae inter Amas(um) et Lav(icum), ofwel 'Het zegel van de Staten van Friesland tussen Eems en Lauwers'. Ook werden er munten met een vergelijkbaar opschrift geslagen. Dit Ommelander wapen vormt tevens de basis voor de huidige Ommelander vlag. Een deel van de Ommelander afgevaardigden had bezwaar tegen de keuze voor dit wapen vanwege de sterke gelijkenis met wapens uit Denemarken, Noorwegen en Zweden. Dat herinnerde volgens hen te veel aan de tirannie van de heidense koning Radboud (van wie men meende dat hij een Deense koning was geweest) en aan het Habsburgse bewind waarmee men zelf te kampen had gehad.
Eind 16e eeuw werd het Friese wapen het onderwerp van legendevorming. Suffridus Petrus verwijst in dit verband naar de sage van de drie verdreven broers Friso, Saxo en Bruno. Saxo vestigde zich uiteindelijk in Saxenland, Bruno in Brunswijk en Friso in Friesland. Dit zou verklaren waarom de rode pompeblêden ook in de Saksische wapens voorkwamen. Hij vermeldt als wapen van koning Friso een blauw schild met drie zilveren schuinbalken (heraldisch gezien van rechtsboven naar linksonder), en tussen deze banen liggen zeven rode bladen van de waterlelie. Bij Martin Hamconius komen - mede onder invloed van het Ommelander voorbeeld - de rode bladen weer op de witte schuinbalken te liggen. Het oude Friese wapen werd nogmaals afgebeeld door Pierus Winsemius in zijn Chroniqve van Vrieslant uit 1622 en op de kaart van het oude Friesland 'Typus Veteris Frisiae', die Bernardus Schotanus opnam in zijn Beschryvinge van de heerlyckheydt van Frieslandt tusschen 't Flie end de Lauwers uit 1664. Schotanus benadrukte overigens dat het om een mythisch wapenschild ging, dat uit de tijd voor Karel de Grote zou stammen: Scutum veterum Frisiorum ante Carole Magnum ut ferunt Mythologi.
Het was dit wapen "met drie baren en zeven roode plompenbladen", dat het Friesch Genootschap aanvankelijk in 1830 tot het zijne maakte en dat later ten grondslag kwam te liggen aan de vlag van Friesland.

## Ontstaan in de 19e eeuw
De huidige vlag krijgt in het laatste kwart van de 19e eeuw een vaste vorm.
Niet alleen bij het Friesch Genootschap, ook in de kringen van het Frysk Selskip maakte men actief gebruik van het oude Friese wapen. Oprichter Harmen Sytstra stelde in 1849 te Burgum als een der eersten voor het oude Friese wapen in een nieuwe vlag centraal te stellen. "Wij zijn dan oorspronkelijk, degelijk en waar, en - voeren tegelijk een geschiedkundig fraaie vlag". Volgens de herinneringen van Tjibbe Geerts van der Meulen bood hij bij die gelegenheid tevens aan deze vlag "in kleuren te schilderen, zooals ze behoort te zijn". Het idee was overigens niet helemaal nieuw. Al in 1786 figureerde de banier met het "zevenvoudig plompenblad" in een gedicht van Bilderdijk. De Vlaamse dichter Philip Blommaert stelde de Friese vlag in 1853 gelijk aan het koningsvaandel uit het Gudrunlied. Anderen dachten daarbij nog aan de rode Magnusvaan. Mogelijk werd het oude Friese wapen eerst afgebeeld op vaandels, zoals dat van de bekende zangvereniging 'Frisia' te Lemmer en het studentengenootschap 'Frisia' te Groningen.
Joost Hiddes Halbertsma beweerde dat het oude vrijheidsvaandel van de Friesen gebaseerd was op het middeleeuwse wapen van Friesland. In het eerste deel van zijn Lexicon Frisicum uit 1872 stelde hij dat het Friese vaandel (vexillum Frisiæ) vanouds zeven pompe-bledden toonde, die verwezen naar de Zeven Friese Zeelanden. Het zou eigenlijk om de bloemen van de heilige lotus gaan, die ook door boeddhisten wordt vereerd. Aangezien de eerste Friezen uit India zouden stammen, hadden zij dit symbool meegenomen. De witte schuinbalken zouden verwijzen naar de waterstromen en meren die Friesland doorkruisten. Het Friesch Genootschap volgde kennelijk zijn suggestie en toen in 1881 het nieuwe Fries Museum werd geopend, wapperden daar behalve drie (!) nationale vlaggen ook de Friesche vlag aan de gevel.
De vlag werd daarmee niet ineens gemeengoed. Waling Dykstra (1821-1914) vertelt weliswaar dat de oude ijsbaan van Leeuwarden vóór 1886 gewoonlijk werd versierd met ruim veertig hoge staken, waaraan "vaderlandsche, Oud-friesche en Leeuwarder vlaggen" werden opgehangen. De redactie van het Heerenveensche Advertentieblad stelde daarentegen nog jaren later: "Wij zijn die vlag nimmer tegen gekomen, of het moest op onze ijsbanen zijn. Daar hebben we wel eens vlaggen zien wapperen, als de Friesche aangeduid, maar vermoedelijk gefantaseerd!"
Omstreeks 1890 raakte de nieuwe Friese vlag algemeen bekend. Een commissie die in 1956 in opdracht van de Fryske Akademy onderzoek deed naar de oorsprong van de Friese vlag begint haar verhaal met een ingezonden stuk van de bekende Friese propagandist Sjouke de Zee (1867-1954). Deze stelde dat zijn firma De Leeuw & De Zee te Irnsum in 1895 de eerste Friese vlaggen had vervaardigd. Dit op basis van illustraties in "het geschiedenisboek van Winsemius en Schotanus". Deze bewering is gemakkelijk te weerleggen. Kranten berichtten al in 1891 dat de Oud-Friesche vlag met hare schuine blauwe en witte banen en roode pompelbladen niet alleen werd gehesen bij tentoonstellingen, harddraverijen en jubilea, maar ook bij politieke bijeenkomsten. Later kwamen daar nog kaatspartijen, zeilwedstrijden, kermissen en andere evenementen bij. Op een meeting van de Nederlandsche Bond voor Algemeen Kies- en Stemrecht op 1 mei 1891 te Leeuwarden wapperde behalve de nationale ook de Friese vlag. Het jaar daarop kreeg prinses Wilhelmina een portefeuille aangeboden met daarop eveneens de oud-Friesche vlag. Bij het jubileum van het Frysk Selskip op 5 september 1894 was de zaal van 'De Harmonie' in Leeuwarden opnieuw getooid met "de oude friesche vlag met schuinsche banen en als tooisel de plompebladen". Volgens het socialistisch weekblad Recht voor Allen werd er vooral handel gedreven in provincialisme. In een parodie werd 't provinciaal knutselen daarom in 1893 op de hak genomen:
Wij zijn, meneer, 't meest vrije volk der aarde,

De Friesche vlag is overal bekend.

Van Patagonië tot bij de Samojeden,

Van 's werelds een, tot 's werelds ander end!
In verband met de naderende kroningsfeesten van koningin Wilhelmina in 1898 wilde men het gebruik van de oude Friese vlag ook voor officiële gebeurtenissen laten vastleggen. Hiertoe werd in 1897 door Gedeputeerde Staten aan de bekende heraldische tekenaar Heerke Wenning gevraagd een tekening en beschrijving te maken. In een besluit van 14 oktober 1897 wordt zijn rapport aangenomen en vastgelegd. In dat rapport is de, dan officiële, beschrijving van de vlag: "In blauw drie witte rechtsschuine banen, met daarop zeven rode pompeblêden, gerangschikt twee, drie en twee."
Wenning tekent hierbij nog aan: "het mogen geen harten zijn".
Als symbool van het Friese nationalisme werd de vlag intussen steeds belangrijker, vooral ook bij de Friese verenigingen buiten Friesland. Culturele avonden werden doorgaans aangekondigd met het hijsen van een Friese vlag. "De vlag is bij de Friezen zeer populair", schrijft de heraldicus Van der Laars in 1913. De conservatieve taalkundige Johan Winkler prijst al in 1896 de volksfeesten waar uitsluitend Fries werd gesproken en waar "onder de wapperende banen der eigene Friesche vlag, het eigene Friesche volkslied in de eigene taal geestdriftig gezongen wordt". Ja, zo vervolgt hij, "dan zwelt het hart van den Standfries terecht in blijde verrukking". In 1902 werd de vlag voor het eerst gehesen op de Oldehove bij gelegenheid van de kermismaandag. Het blad Sljucht en Rjucht tooide zich voortaan met de âld-Fryske flagge. Jan fen 'e Gaestmar schreef in 1903 zijn Flaggeliet, dat geregeld bij Friese bijeenkomsten werd gezongen, Onno H. Sietstra dichtte Us Fryske flagge en ook Waling Dykstra maakte een Frysk flaggeliet. In 1927 werd de Friese vlag voor het eerst op het provinciehuis in Leeuwarden gehesen ter gelegenheid van tweede internationale Friezencongres.
Waar vroeger bij huwelijken, boeldagen en andere evenementen de Nederlandse vlag werd gehesen, kwam daarvoor nu geregeld de Friese in de plaats. De Fryske jongerein ... kiest ... de pompeblêdden boppe de trije-kleur, stelde de jonge activist Douwe Kalma in 1919. Omgekeerd koos men in de socialistische beweging dikwijls voor rode vlaggen, zoals al in 1891 uit Appelscha werd gemeld, "niets als rood, de driekleur heeft onder de arbeiders in Appelscha afgedaan". Pas jaren later zouden de politieke tegenstellingen langzaam minder worden.
Daarentegen nam het Friesch Genootschap afscheid van de vlaggensymboliek: museumdirecteur Pieter Boeles gaf opdracht aan Ids Wiersma een nieuw zegel te tekenen, gebaseerd was op het provinciewapen met de twee leeuwen en op de wapens van de steden en grietenijen.

## Officiële status

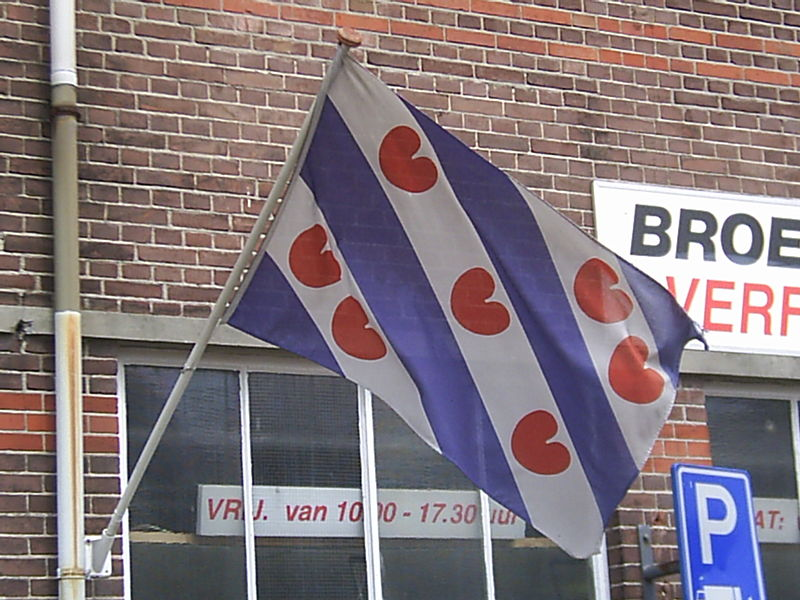
Wapperende Friese vlag

Pas in juli 1957 wordt de huidige vlag door Provinciale Staten ingesteld als officiële vlag van de provincie Friesland. In het provinciaal blad van Friesland van 1958, nr. 12 wordt dit statenbesluit vermeld, alsmede de beschrijving van de vlag. Deze luidt:
Een vlag van zeven schuine banen van gelijke breedte, afwisselend kobaltblauw en wit: de middellijn van de middelste baan beginnende boven aan de broekingzijde en gaande van hoek tot hoek; de witte banen beladen met zeven scharlakenrode plompebladeren loodrecht op de as van de baan staande en geplaatst 2 : 3 : 2.
Tevens bevat het besluit de gedetailleerde constructietekening met tekstuele uitleg van de hand van de heren P.H. Wagemakers en Joh. Koopmans (gedateerd 12 maart 1954). Aan de basis van dit besluit lag het boek "De Fryske Flagge" met als ondertitel "rapport en advys fan de kommisje ta bistudearring fan de Fryske Flagge, ynsteld troch it genealogysk wurkferban op de oanstean fan it bistjoer fan de Fryske akademy" gedrukt in 1956.
Vlag en wapen werden vervolgens in de vorm van een verzoekschrift ter bevestiging aan de koningin aangeboden, waarna ze per Koninklijk Besluit van 11 februari 1958 officieel werden vastgesteld.

## Ommelander vlag

Vlag van de Ommelanden; de harten zijn in dit voorbeeld overmatig gestileerd

De Ommelander vlag is vermoedelijk rond 1900 geïntroduceerd, mogelijk naar aanleiding van Friese voorbeelden. De blazoenering is ontleend aan het wapen van de Ommelanden, dat op zijn beurt een uitwerking vormt van een mythisch Fries koningswapen uit de middeleeuwen. De Ommelander vlag verschilt van de Friese vlag door de richting van de schuinbanen, het gebruik van harten in plaats van pompeblêden en door het aantal harten.

## Interfriese vlag

Vlag van de Fryske Rie (2009)

De Nederlandse provincie Friesland maakt samen met Duitse Oost-Friesland en Noord-Friesland deel uit van een groter gebied, dat als Groter-Friesland of 'Friesland in brede zin' kan worden beschouwd. Dit grotere Friesland is nooit een bestuurlijke eenheid geweest en heeft dus nooit een wapen of vlag gehad. Wel kwamen vertegenwoordigers van de verschillende streken tussen Zuiderzee en Wezer echter in de 13e eeuw bijeen bij de Upstalsboom. Het zogenaamde Verbond van de Upstalsboom hanteerde een zegel dat Maria met het Christuskind toonde geflankeerd door twee krijgers. In de sagenvorming werd de Friese vrijheid tevens verbonden met het Magnusvaan.

Contacten tussen verschillende Friese gebieden bestaan sinds de 19e eeuw. De onderlinge banden werden sinds 1925 verder aangehaald in kader van de Interfriese Raad (Fryske Rie), maar leidden doorgaans niet tot een gemeenschappelijke symboliek. Plannen voor een gemeenschappelijke vlag werden in 2004 gelanceerd door de Groep fan Auwerk. Dit is een politieke actiegroep, voortgekomen uit de studiegroep 'Foarum', die streeft naar een autonome deelstaat Nieuw-Friesland binnen Europa (met inbegrip van Groningen, Dithmarschen en de Elbemonding). Het ontwerp werd vervolgens goedgekeurd door de Fryske Rie foar Heraldyk.

Ontwerp uit 2006 voor een Interfriese vlag

Op 23 september 2006 werd, bij een herdenking van de Slag bij Warns, voor het eerst een Interfriese vlag gebruikt. Deze vlag, die verder geen officiële status heeft, toont een Scandinavisch kruis, gemodelleerd naar de verhoudingen van de vlaggen van IJsland en Noorwegen: deze landen beschermen net als Friesland de democratische tradities. Het Scandinavisch Kruis symboliseert de verwantschap tussen de langs de Noord- en Oostzee levende volken en staat voor zowel de christelijke als voor-christelijke religies. De vier pompeblêden symboliseren de uit elkaar gelegen delen van Friesland in brede zin; de bladeren wijzen naar elkaar toe als teken van samenwerking.
In kringen van de Interfriese Raad kon dit ontwerp niet op goedkeuring rekenen. In 2006 lanceerde men daarom een eigen ontwerp, dat sinds 2009 als vlag van de Fryske Rie geldt. Deze vlag bestaat uit een ring gevormd door drie regionale vlaggen op een blauw veld dat de basiskleur van de Europese vlag toont. De provincie Friesland wordt vertegenwoordigd door zeven rode pompeblêden op een wit veld.